# Beaver County (Oklahoma)
Das Beaver County ist ein County im US-Bundesstaat Oklahoma. Das U.S. Census Bureau hat bei der Volkszählung 2020 eine Einwohnerzahl von 5.049 ermittelt. Der Verwaltungssitz (County Seat) ist Beaver.

## Geographie
Das County im östlichen von drei Countys des so genannten Oklahoma Panhandle. Dies ist ein rund 60 km breiter und 267 km langer Streifen, der sich vom mittleren Norden Oklahomas nach Westen bis an die Grenze zu New Mexico erstreckt. Dabei ist er im Norden durch die Grenze zu Kansas und weiter westlich zu Colorado begrenzt. Den südlichen Abschluss bietet der nördliche Ausläufer von Texas, der auch als Texas Panhandle bezeichnet wird.
Das County wird vom Oberlauf des hier Beaver River genannten Oberlauf des North Canadian River, einem Nebenfluss des Canadian River von Westen nach Osten durchflossen. 
Das Beaver County grenzt im Norden an Kansas, im Süden an Texas und hat eine Fläche von 4.708 Quadratkilometern, wovon 8 Quadratkilometer Wasserfläche sind. Es grenzt an folgende Countys: 
| Seward County (Kansas)   | Meade County (Kansas)   | Clark County (Kansas) |
| Texas County             |                         | Harper County         |
| Ochiltree County (Texas) | Lipscomb County (Texas) | Ellis County          |

## Geschichte

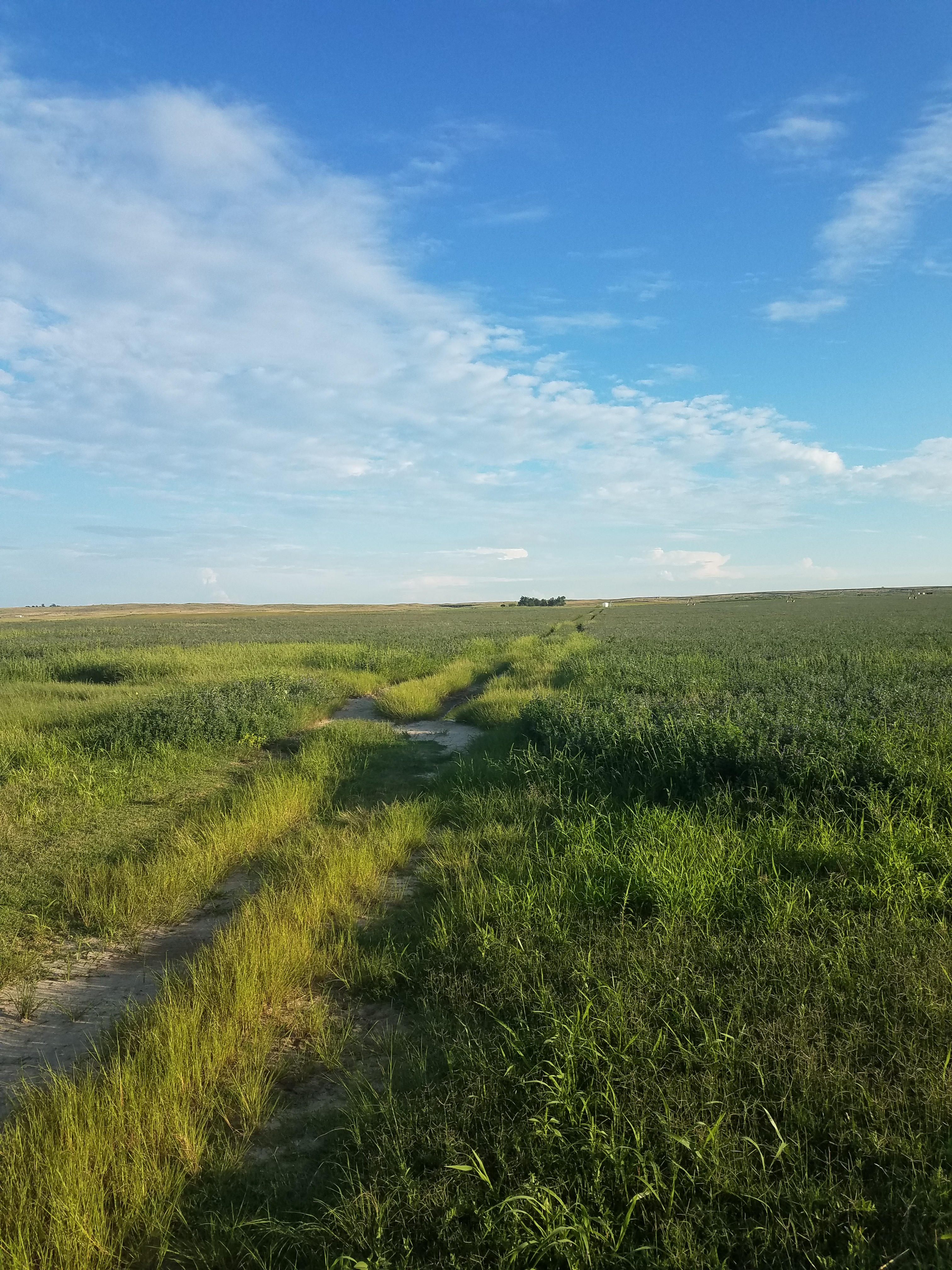
Im Beaver County

Das Beaver County wurde 1890 als Original-County aus unorganisiertem Territorium, dem sogenannten No Man's Land gebildet. Benannt wurde es, ebenso wie die Bezirkshauptstadt, nach dem Beaver River, der durch das County fließt. Durch das County führte auch der Jones and Plummer Trail, auf dem später Viehherden von Texas nach Kansas getrieben wurden.
Zehn Bauwerke und Stätten des Countys sind im National Register of Historic Places eingetragen (Stand 19. Mai 2018).

## Demografische Daten

Alterspyramide des Beaver County (2000)

Nach der Volkszählung im Jahr 2000 lebten im Beaver County 5.857 Menschen in 2.245 Haushalten und 1.706 Familien. Die Bevölkerungsdichte betrug 1 Einwohner pro Quadratkilometer. Ethnisch betrachtet setzte sich die Bevölkerung aus 92,71 Prozent Weißen, 0,29 Prozent Afroamerikanern, 1,25 Prozent amerikanischen Ureinwohnern, 0,10 Prozent Asiaten, 0,03 Prozent Bewohnern aus dem pazifischen Inselraum und 3,76 Prozent aus anderen ethnischen Gruppen zusammen; 1,86 Prozent stammten von zwei oder mehr Ethnien ab. 10,76 Prozent der Bevölkerung waren spanischer oder lateinamerikanischer Abstammung, die verschiedenen der genannten Gruppen angehörten.
Von den 2.245 Haushalten hatten 33,5 Prozent Kinder unter 18 Jahre, die im Haushalt lebten. 66,3 Prozent waren verheiratete, zusammenlebende Paare, 6,1 Prozent waren allein erziehende Mütter. 24,0 Prozent waren keine Familien, 22,0 Prozent waren Singlehaushalte und in 12,3 Prozent der Haushalte lebten Menschen im Alter von 65 Jahren oder darüber. Die durchschnittliche Haushaltsgröße lag bei 2,57 und die durchschnittliche Familiengröße bei 2,99 Personen.
26,8 Prozent der Bevölkerung waren unter 18 Jahre alt, 6,5 Prozent zwischen 18 und 24, 25,8 Prozent zwischen 25 und 44, 24,1 Prozent zwischen 45 und 64 und 16,9 Prozent waren 65 Jahre oder älter. Das Durchschnittsalter betrug 39 Jahre. Auf 100 weibliche kamen statistisch 102,2 männliche Personen. Auf 100 Frauen im Alter von 18 Jahren oder darüber kamen 100,9 Männer.

Das jährliche Durchschnittseinkommen eines Haushalts betrug 36.715 USD und das durchschnittliche Einkommen einer Familie betrug 41.542 USD. Männer hatten ein durchschnittliches Einkommen von 31.013 USD gegenüber den Frauen mit 20.162 USD. Das Prokopfeinkommen betrug 17.905 USD. 8,8 Prozent der Familien und 11,7 Prozent der Bevölkerung lebten unterhalb der Armutsgrenze.

## Städte und Gemeinden
City
- Beaver

Towns
- Forgan
- Gate
- Knowles

Unincorporated Communitys
| - Balko - Elmwood - Floris | - Mocane - Slapout - Turpin |